# Bianca Xunise
Bianca Xunise (Chicago, 1987) es una dibujante, ilustradora y autodenominada "gótica de color" estadounidense. Su trabajo se distribuye a nivel nacional a través de la colaboración de tiras cómicas Six Chix.

## Primeros años
Xunise nació en Chicago de padres artísticos; su madre era diseñadora de moda. Su familia tiene raíces criollas. Comenzó como bloguera de moda, pero renunció "porque no querían acusar a George Zimmerman en el caso de Trayvon Martin y después de eso me di cuenta de que ya no me importaba lo que vestía".

## Carrera
Las influencias de Xunise incluyen a la artista finlandesa Tove Jansson, el ilustrador de libros infantiles austriaco Ludwig Bemelmans y la artista de manga japonesa Naoko Takeuchi. Ella atribuye su comienzo profesional en los cómics a la comunidad en línea para mujeres HelloGiggles, que le dio una columna en 2015. Xunise había aparecido en The Nib y Shondaland cuando King Features Syndicate le pidió que creara una tira de tributo a Popeye. En 2018 ganó el Premio Ignatz por "Prometedor nuevo talento" por su autoedición Say Her Name, que trata sobre la ansiedad de ser negro en Estados Unidos. Con su debut en Six Chix, Xunise también se convirtió en la primera persona negra, no binaria dibujante en ser sindicada a nivel nacional.